# 아시안 게임 정구
아시안 게임 정구는 아시안 게임에서 정구로 경기를 겨루는 아시안 게임 경기 종목이다. 정구는 1994년에 아시안 게임 정식 종목으로 처음 채택되었다. 

## 세부종목
- 남자 단식
- 남자 복식
- 남자 단체전
- 여자 단식
- 여자 복식
- 여자 단체전
- 혼합 복식

## 메달 집계
| 순위 | 국가          | 금메달 | 은메달 | 동메달 | 합계 |
| ---- | ------------- | ------ | ------ | ------ | ---- |
| 1    | 대한민국      | 23     | 13     | 14     | 50   |
| 2    | 중화 타이베이 | 7      | 9      | 14     | 30   |
| 3    | 일본          | 5      | 10     | 13     | 28   |
| 4    | 중국          | 1      | 3      | 8      | 12   |
| 5    | 인도네시아    | 0      | 1      | 1      | 2    |
| 합계 | 합계          | 36     | 36     | 50     | 122  |